# Yolanda - The Ultimate Challenge
Yolanda - The Ultimate Challenge is een computerspel dat werd uitgegeven door Millennium. Het spel kwam in 1990 uit voor de Commodore Amiga. Het spel is een platformspel. De speler speelt Yolanda en moet al springende over diverse platformen tegenstanders (zoals spinnen) en gevaarlijke objecten (zoals vuurballen en lava) ontwijken. Het spel kan met een of twee spelers gespeeld worden. Het spel werd ontwikkeld door Chris Sorrell. Het spel kan met een of twee spelers gespeeld worden.

## Ontvangst
- ACAR (januari 1991): 78%
- Amiga Action (september 1990): 70%
- Amiga Format (oktober 1990): 49%
- The One for Amiga Games (november 1991): 80%